# Liste griechischer Präfixe
Griechische Vorsilben (Präfixe) sind Bestandteil vieler deutscher und internationaler Fach- und Lehnwörter. Es handelt sich vor allem um griechische Präpositionen und Adjektive bzw. um davon abgeleitete Formen.
Zu griechischen Zahlwörtern als Präfix (z. B. mono-) siehe Griechische Zahlwörter, zu griechischen Präfixen zur Bezeichnung besonders großer oder kleiner Zahlen (z. B. mega-) Vorsätze für Maßeinheiten.
Eine allgemeinere Liste zu griechischen Wortbestandteilen findet sich unter Liste griechischer Wortstämme in deutschen Fremdwörtern.

## Liste
| Sprungliste: | A – D – E – H – I – K – M – N – O – P – S – T                                          |
| Sprungliste: | α – δ – ε – η – ι – κ – μ – ν – ο – π – σ – τ – υ – ψ- (Spalte »griech.« vorsortieren) |

griech. – griechische Präfixe, polytonisch notiert
P  – Ableitungen von Präpositionen sind mit „×“ markiert; einige der Ursprungswörter sind zusätzlich auch als Adverbien in Gebrauch
lat. – lateinische Entsprechung
| Silbe                       | griech.             | P | Bedeutung | Beispiele | lat.                         |
| --------------------------- | ------------------- | - | --- | --- | ---------------------------- |
| a-, an- (vor Vokalen)       | ἀ(ν)-               |   | Verneinung: un-, ohne (Alpha privativum) | anaerob, Analphabetismus, Anarchie, Anomalie, asynchron, Ataxie, Atheismus | in-                          |
| allo-, all- (vor Vokalen)   | ἄλλ(ο)-             |   | anders, verschieden, fremd, abweichend, ein anderer | Allergie, Allomorph, Allopathie, Allotropie; siehe auch allo- in der Chemie |                              |
| amphi-                      | ἀμφί-               | × | um … herum, beid-, doppel- | amphiatlantisch, Amphibium, Amphiphilie, Amphitheater | inter-, amb(i)-              |
| ana-, an- (vor Vokalen)     | ἀνά-                | × | örtlich: hinauf, über … hin zeitlich: hindurch übertragen: je (distributiv) | Anabolika, Anagramm, Analogie, Analyse, Anamnese, Ananym, Anapäst, Anapher, Anatomie, Anode |                              |
| anti-, ant- (vor Vokalen)   | ἀντί-               | × | örtlich: gegen(über) zeitlich: dagegen übertragen: für, anstelle von, wider | Antagonist, Antibiotikum, Antiblockiersystem, Antidot, Antigen, Antimaterie, Antinomie, Antipathie, Antipode, Antiseptikum, Antithese, Antonym                                                               | contra-                      |
| apo-, ap-                   | ἀπό-                | × | örtlich: von (… her, … weg) zeitlich: von, seit übertragen: ab | Aphel, Apokalypse, Apostel, Apostroph, Apotheke, Apotheose | ab- (a-, abs-)               |
| auto-                       | αὐτό-               |   | selbst | Autobiographie, Autodidakt, Autogramm, Autoimmunität, Automat, Automobil, Autonomie |                              |
| dia-                        | διά-                | × | örtlich: durch (… hindurch) zeitlich: durch (… hindurch) übertragen: wegen, durch (ein Mittel), (speziell pharmazeutisch:) mit einer Droge wie bei Dialthea oder aus Pflanzensaft hergestellt | diabolisch, diachron, Diachylon, Diagnose, Diagonale, Diagramm, Dialekt, Dialog, Dialyse, Diamagnetismus, Diameter, diametral, diaphasisch, Diaphragma, Diapositiv, diastratisch, Diatonik, diatopisch       | trans-, per-                 |
| dys-                        | δύς-                |   | miss-, schlecht | Dysfunktion, Dysgnathie, Dysthymie, Dystopie, Dystrophie | dis-                         |
| ek-, ex- (vor Vokalen)      | ἐκ-, ἐξ-            | × | örtlich: aus … heraus zeitlich: seit übertragen: infolge von | Eklektizismus, Ekstase, Ekzem, Exodus | e-, ex-                      |
| ekto-                       | ἐκτό-               | × | draußen, außerhalb; hinaus | Ektoderm, Ektogenese, Ektoplasma, Ektoparasit, Ektosymbiose, ektotherm | extro-                       |
| en- (em-)                   | ἐν-                 | × | örtlich: in, an, auf, bei, innen, innerhalb zeitlich: während, innerhalb übertragen: in, bei, mit                                                                                             | Emblem, Embryo, emphatisch, Empirie, Endemie, Energie, Engramm, Entomologie, Enzym | in-, intra-                  |
| endo-                       | ἔνδο-               |   | örtlich: innen, innerhalb | endobronchial, Endogamie, endogen, endogeschlechtlich, Endokannibalismus, Endokarditis, Endoplasma, Endoprothese, Endoreplikation, Endoskop, endotherm, Endotoxin, endovaskulär                              | intra-                       |
| ento-, ent- (vor o)         | ἐντό-               | × | drinnen, innerhalb | Entoderm, entoptisch, Entosark, entotisch, entozentrisch | intro-                       |
| epi-, ep- (vor Vokalen)     | ἐπί-                | × | örtlich: auf, an, bei, bis, zu, gegen, darüber, hinzu zeitlich: zu Zeit von, unmittelbar nach, bis, über … hin übertragen: auf Grund, zu dem Zweck, darüber, hinzu                            | Epidemie, Epidermis, Epigenetik, Epigone, Epilepsie, Epilog, Epiphanias, Episode, Epizentrum, Epode | ad-                          |
| eu-, ev- (vor Vokalen)      | εὖ-                 |   | wohl-, gut nur verstärkend: sehr | Eugenik, Euphemismus, Euphorie, Eurythmie, Eutektikum, Euthanasie, Euthymie, Eutrophierung, Evangelium |                              |
| exo-                        | ἔξω-                | × | örtlich: außen, außerhalb zeitlich: außerhalb übertragen: ausgenommen … von | Exokannibalismus, Exoneurolyse, Exoplanet, Exoskelett, Exosphäre, Exospore, exotherm | extra-                       |
| hemi-                       | ἥμι-                |   | halb (in qualitativer Hinsicht) | Hemi-Motor, Hemipenis, Hemiring, Hemisphäre, Hemizygotie | semi-                        |
| hetero-                     | ἕτερο-              |   | verschieden | Heterodoxie, heterogen, Heterophorie, heterosexuell |                              |
| holo-, hol- (vor Vokalen)   | ὅλο-                |   | voll (in qualitativer Hinsicht) | Holarktis, Holocaust, Holografie, Holometabolie, holomorph, Holozän |                              |
| homo-                       | ὅμο-                |   | gleich (in qualitativer Hinsicht) | homogen, Homograph, Homologie, Homonym, Homophobie, Homophon, homosexuell, Homomorphismus | aequi-                       |
| homöo-                      | ὁμοῖο-              |   | gleichartig, ähnlich | Homöomorphismus, Homöonym, Homöopathie, Homöophon, Homöostase, Homöotherm | -simil(e)                    |
| hyper-                      | ὑπέρ-               | × | örtlich: über, oberhalb, über … hinaus zeitlich: über übertragen: für, über | Hyperaktivität, Hyperbel, Hyperonym, Hyperraum, Hyperthyreose, Hypertonie, Hypertrophie, Hyperventilation | super-                       |
| hypo-                       | ὑπό-                | × | örtlich: unter, unter … hin zeitlich: gegen, während übertragen: infolge von, unter | Hypochonder, Hyponym, Hypophyse, Hyposensibilisierung, Hypotenuse, Hypothalamus, Hypothek, Hypothermie, Hypothese, Hypotonie, Hypotrophie                                                                    | sub-                         |
| iso-                        | ἴσο-                |   | gleich (in quantitativer Hinsicht) | Isolinie, Isomer, isotonisch, Isotop | aequi-                       |
| kata-, kat-                 | κατά-               | × | örtlich: von … herab, über … hin, entlang, entgegen zeitlich: während, neben, bei übertragen: gegen, gemäß, infolge                                                                           | Katabolismus, Katakaustik, Katakombe, Kataklysmus, Katalog, Katalysator, Katapult, Katarakt, Katarrh, Kataster, Katastrophe, Katechismus, Kathode                                                            |                              |
| makro-                      | μακρο-              |   | groß, weit | Makroaufnahme, Makrobiotik, Makrofotografie, Makroökonomie |                              |
| mega-                       | μέγα-               |   | groß | Megafauna, Megafon, Megalith, Megaraptor |                              |
| meso-                       | μέσο-               |   | mitten | Mesoderm, Mesoklima, Mesomerie, Mesopotamien, Mesoskaph, Mesosphäre, Mesozone | medi(o)-                     |
| meta-, met-                 | μετά-               | × | örtlich: inmitten, zwischen (zusammen, zugleich), mit, unter, in, bei, zu oder nach … hin zeitlich oder in der Rangfolge: nach, hinter                                                        | Metaanalyse, Metabolismus, Metadaten, Metaebene, Metaethik, Metamorphose, Metapher, Metaphysik, Metasprache, Metastase, Metatheorie, Metathese                                                               | inter-, post-                |
| mikro-                      | μικρό-              |   | klein | Mikrochip, Mikrochirurgie, Mikrofaser, Mikrofeminismus, Mikrofiche, Mikroskop |                              |
| neo-                        | νέο-                |   | (wieder) neu | Neoabsolutismus, Neoklassik, Neoliberalismus, Neologismus, Neokolonialismus, Neonazi, Neozoon (Neobiot, Neophyt)                                                                                             | nov(o)-                      |
| oligo-, olig- (vor Vokalen) | ὀλίγο-              |   | wenig | Oligarchie, Oligohydramnion, Oligokratie, Oligomer, Oligopeptid, Oligopol, Oligosaccharide, Oligozän |                              |
| ortho-                      | ὄρθο-               |   | recht-, richtig, aufrecht | orthodox, orthogonal, Orthographie, Orthopädie | rect(o)-                     |
| paläo-, palä-, pal-         | παλαιό-             |   | alt, altertümlich, ur- | Paläoanthropologie, Paläolithikum, Paläontologie, Paläozän |                              |
| pan-                        | παν-                |   | gesamt, umfassend, alles | Panamericana, Pandemie, pansexuell, Pantheismus | omni-                        |
| para-, par- (vor Vokalen)   | παρά-               | × | örtlich: von … her, bei, neben … hin, zu … hin, entlang zeitlich: während, neben, bei übertragen: gegen, wider, im Vergleich mit, neben                                                       | Parabel, Paradigma, Parallele, paralympisch, Paralyse, Parameter, Paramilitär, Paranoia, paranormal, Paraphilie, Paraphrase, Parapluie, Parapsychologie, Parasit, Parasol, Parodontitis                      | contra-                      |
| peri-                       | περί-               | × | örtlich: um … herum zeitlich: um, gegen übertragen: um, wegen, über, gegen, in Bezug auf | Perimeter, Periode, Peripetie, Peripherie, Periphrase, Periskop, Peristaltik, Peristom | circum-                      |
| poly-                       | πολύ-               |   | viele | Polyamorie, Polygamie (Polyandrie, Polygynie), polyglott, Polygon, Polymer, Polyphonie, Polytechnik | multi-                       |
| pro-                        | πρό-                | × | örtlich: vor zeitlich: vor übertragen: für, lieber als | probiotisch, Problem, Prognose, Programm, Prolog, Prostata, Prothese | prae-, pro-                  |
| pros-                       | πρός-               | × | örtlich: bei, von … her, zu … hinzu, zu … hin, gegen zeitlich: vor übertragen: außer, noch dazu, was … betrifft                                                                               | Prosencephalon, Prosenchym, Prosodie, Prosopographie, prosthetisch |                              |
| pseudo-                     | ψεύδο-              |   | falsch, schein-, Schein-, Anschein, täuschen | Pseudoanglizismus, Pseudo-Erklärung, Pseudomonas, Pseudonym, Pseudowissenschaft |                              |
| syn- (syl-, sym-)           | σύν-, (σύλλ-, σύμ-) | × | örtlich: zusammen (mit) übertragen: mit | Syllogismus, Symbol, Symmetrie, Sympathie, Symphonie, Symposion, Symptom, Synapse, Synästhesie, synchron, Synchronisation, Synchrotron, Syndikat, Syndrom, Synergie, Synkretismus, Synode, Synopse, Synthese | con- (co-, col-, com-, cor-) |
| tele-                       | τηλε-               |   | fern | Telearbeit, Telefon, Telegraph, Telekinese, Telemetrie, Teleobjektiv, Telepathie, Television |                              |